# Holbrook Mann MacNeille
Holbrook Mann MacNeille (Nova Iorque, 11 de maio de 1907 — 30 de setembro de 1973) foi um matemático estadunidense.
Trabalhou na United States Atomic Energy Commission antes de tornar-se diretor executivo da American Mathematical Society.

## Publicações
- H. M. MacNeille, Extensions of Partially Ordered Sets, Proceedings of the National Academy of Sciences, Vol. 22, 1936
- H. M. MacNeille, Partially Ordered Sets, Transactions of the American Mathematical Society, Vol. 42, No. 3 (Nov., 1937), pp. 416–460
- H. M. MacNeille, Extensions of Measure, Proceedings of the National Academy of Science, Vol 24, 1938
- H. M. MacNeille, Extensions of Measure, Proceedings of the National Academy of Sciences of the United States of America, Vol. 24, No. 4 (Apr. 15, 1938), pp. 188–193
- H. M. MacNeille, Lattices and Boolean Rings, Bull. AMS, 1939
- H. M. MacNeille, Extension of a distributive lattice to a Boolean ring, Bull. Amer. Math. Soc, 1939
- H. M. MacNeille, A Unified Theory of Integration, Proceedings of the National Academy of Sciences, Vol. 27, 1941